# USS Halsey Powell (DD-686)
USS Halsey Powell (DD-686) là một tàu khu trục lớp Fletcher được Hải quân Hoa Kỳ chế tạo trong Chiến tranh Thế giới thứ hai. Nó là chiếc tàu chiến duy nhất của Hải quân Mỹ được đặt theo tên Đại tá Hải quân Halsey Powell, (1883–1936), người tham gia Chiến tranh Thế giới thứ nhất. Nó đã hoạt động cho đến hết Thế Chiến II, ngừng hoạt động một thời gian ngắn, rồi tiếp tục phục vụ trong Chiến tranh Triều Tiên và sau đó. Nó được chuyển cho Hàn Quốc năm 1968 và phục vụ như là chiếc ROKS Seoul (DD-912) cho đến khi bị tháo dỡ năm 1982. Halsey Powell được tặng thưởng bảy Ngôi sao Chiến trận do thành tích phục vụ trong Thế Chiến II, và thêm hai Ngôi sao Chiến trận nữa trong Chiến tranh Triều Tiên.

## Thiết kế và chế tạo
Halsey Powell được đặt lườn tại xưởng tàu của hãng Bethlehem Shipbuilding Corporation ở Staten Island, New York vào ngày 3 tháng 2 năm 1943. Nó được hạ thủy vào ngày 30 tháng 6 năm 1943; được đỡ đầu bởi bà Halsey Powell, vợ góa Đại tá Powell, và nhập biên chế vào ngày 25 tháng 10 năm 1943 dưới quyền chỉ huy của Trung tá Hải quân W. T. McGarry.

## Lịch sử hoạt động

### Thế Chiến II

#### 1944
Sau khi hoàn tất chạy thử máy dọc theo vùng bờ Đông Hoa Kỳ, Halsey Powell khởi hành từ Norfolk, Virginia vào ngày 20 tháng 1 năm 1944 để gia nhập Hạm đội Thái Bình Dương. Đi đến Trân Châu Cảng vào ngày 12 tháng 2, chiếc tàu khu trục đi đến Majuro để hộ tống các tàu chở dầu quay trở lại quần đảo Hawaii, rồi đi đến quần đảo Marshall vào tháng 3 để làm nhiệm vụ hộ tống và tuần tra. Trong quá trình chiến đấu nhằm kiểm soát các hòn đảo, chiếc tàu khu trục đã bảo vệ phòng không và chống tàu ngầm cho lực lượng đặc nhiệm. Nó đã tung ra một loạt các đợt tấn công hiệu quả nhắm vào tàu ngầm Nhật Bản I-32 vào ngày 23 tháng 3, và sau khi tiêu phí hết số mìn sâu mang theo, nó bàn giao lại cho các chiếc Manlove (DE-36) và Canastota (PC-1135) nhiệm vụ kết liễu đối thủ.
Sau các hoạt động tại quần đảo Marshall, Halsey Powell khởi hành từ Trân Châu Cảng vào ngày 30 tháng 5 để tổng dượt cho cuộc đổ bộ tiếp theo lên quần đảo Mariana. Nó lên đường cùng lực lượng tấn công từ Eniwetok vào ngày 11 tháng 6, và khi binh lính đổ bộ lên Saipan bốn ngày sau đó, nó đã hoạt động hỗ trợ hỏa lực ngoài khơi bãi đổ bộ. Ngoài các hoạt động hộ tống bảo vệ, canh phòng radar và bắn hỏa lực hỗ trợ cho binh lính trên bờ, nó còn đánh chìm một tàu đánh cá, một tàu hàng nhỏ và nhiều xuồng nhỏ trong vũng biển bằng hải pháo.
Sau khi các tàu sân bay của Hải quân Đế quốc Nhật Bản bị đánh bại trong Trận chiến biển Philippine, Halsey Powell tiến vào cảng Saipan vào ngày 21 tháng 6, rồi tiếp tục di chuyển đến Tinian, bắn phá các vị trí đối phương trên bờ dọn đường cho cuộc đổ bộ, và tiếp tục ở lại khu vực tấn công cho đến ngày 24 tháng 7. Nó trải qua hai tuần làm nhiệm vụ hộ tống và canh phòng radar ngoài khơi Guam, trước khi quay trở lại Eniwetok vào ngày 22 tháng 8, nơi nó gia nhập trở lại cùng lực lượng đặc nhiệm tàu sân bay nhanh.
Halsey Powell khởi hành cùng Lực lượng Đặc nhiệm 38 dưới quyền Phó đô đốc Marc Mitscher vào ngày 29 tháng 8, cho một lượt hoạt động liên tục dài ngày ngoài biển khơi, được tiếp nhiên liệu và bổ sung ngay trên đường đi. Trong tháng 9, lực lượng đã không kích xuống khu vực quần đảo Palau và Philippines, rồi quay trở về Ulithi vào ngày 1 tháng 10. Lực lượng lại lên đường năm ngày sau đó, không kích xuống Okinawa trước khi đi đến mục tiêu chính là các sân bay tại Đài Loan. Đối phương phản công quyết liệt dẫn đến những cuộc không chiến ác liệt từ ngày 12 đến ngày 15 tháng 10, nơi chiếc tàu khu trục đã giúp bắn rơi nhiều máy bay Nhật Bản. Với tổn thất ba tàu chiến bị hư hại, lực lượng đặc nhiệm đã tiêu diệt hơn 500 máy bay đối phương.
Khi bắt đầu diễn ra cuộc đổ bộ lên Leyte nhằm tái chiếm Philippines, Hải quân Đế quốc Nhật Bản tung ra phần lớn lực lượng tàu nổi của họ để kháng cự, với ba mũi gọng kìm hướng đến vịnh Leyte, nhưng họ hầu như không còn không lực trên tàu sân bay, vốn đã dẫn đến trận Hải chiến vịnh Leyte. Halsey Powell nằm trong thành phần hộ tống cho các tàu sân bay thuộc đội đặc nhiệm dưới quyền Chuẩn đô đốc Gerald F. Bogan, tham gia các cuộc không kích xuống Lực lượng Trung tâm Nhật Bản trong khuôn khổ Trận chiến biển Sibuyan vào ngày 24 tháng 10, vốn đã đánh chìm thiết giáp hạm Musashi và khiến các tàu chiến hạng nặng dưới quyền Phó đô đốc Takeo Kurita phải tạm thời quay mũi rút lui. Đêm hôm đó, hầu hết Lực lượng Đặc nhiệm 38 đã đi lên phía Bắc để tấn công Lực lượng phía Bắc Nhật Bản dưới quyền Phó đô đốc Jisaburo Ozawa, vốn chỉ là những tàu sân bay không còn máy bay, được đưa ra như mồi nhữ hạm đội Hoa Kỳ tách xa khỏi trận chiến. Sau Trận chiến mũi Engaño vào ngày hôm sau, nơi đã đánh chìm ba tàu sân bay và một tàu khu trục đối phương, Halsey Powell vớt các phi công bị bắn rơi trong các ngày 29 và 30 tháng 10, rồi cùng lực lượng đặc nhiệm quay trở về Ulithi vào ngày 9 tháng 11. Trong thời gian còn lại của năm 1944, Lực lượng Đặc nhiệm 38 đã tiến hành không kích xuống Philippines và Đài Loan.

#### 1945

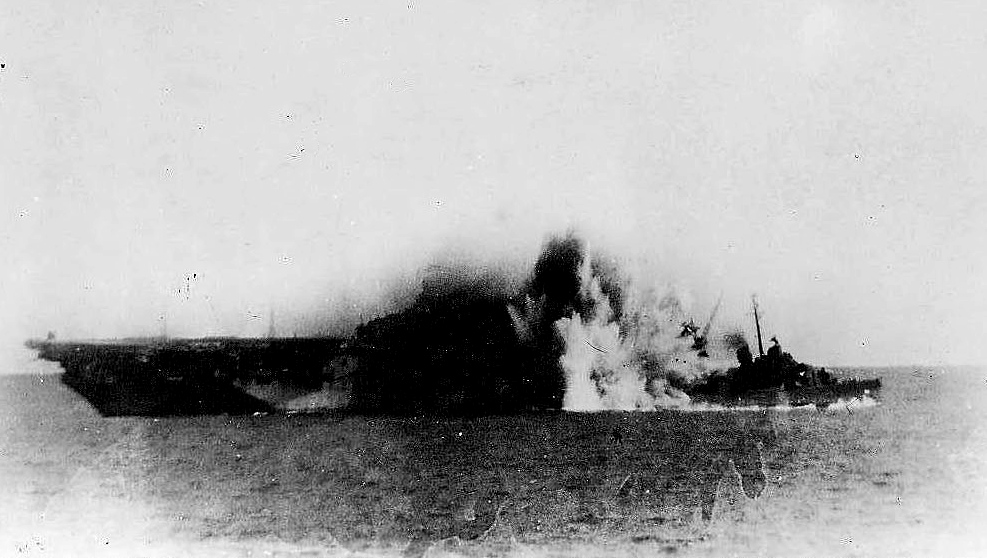
Halsey Powell bị một máy bay Kamikaze đâm trúng khi cặp bên mạn tàu sân bay, 20 tháng 3 năm 1945.

Hạm đội lên đường để tiến vào Biển Đông từ ngày 9 đến ngày 15 tháng 1 năm 1945, nơi máy bay từ tàu sân bay đã càn quét tàu bè và ném bom các cơ sở Nhật Bản tại Đông Dương thuộc Pháp và dọc theo bờ biển phía Nam Trung Quốc, nhằm hỗ trợ cho cuộc đổ bộ lên vịnh Lingayen. Khi Ticonderoga (CV-14) bị hư hại do trúng một máy bay tấn công cảm tử Kamikaze vào ngày 21 tháng 1, Halsey Powell được phân công hộ tống chiếc tàu sân bay bị hư hại rút lui về Ulithi, đến nơi vào ngày 24 tháng 1.
Lực lượng đặc nhiệm tàu sân bay lại khởi hành vào tháng 2 để tấn công lên các đảo chính quốc Nhật Bản; và Halsey Powell lại tiếp tục vai trò hộ tống cho các tàu sân bay trong cuộc không kích xuống Nhật Bản, khi hỗ trợ trực tiếp cho cuộc đổ bộ lên Iwo Jima vào ngày 19 tháng 2, cũng như trong các đợt không kích tiếp theo xuống Nhật Bản. Chiếc tàu khu trục đã bắn rơi một máy bay đối phương vào ngày 16 tháng 2, và trợ giúp tiêu diệt nhiều chiếc khác. Nó quay trở lại Ulithi vào ngày 1 tháng 3, để rồi lại lên đường vào ngày 14 tháng 3, tấn công các công trình phòng ngự đối phương tại Okinawa nhằm chuẩn bị cho chiến dịch đổ bộ tiếp theo, và tiếp tục không kích xuống Nhật Bản. Nó đã cặp bên mạn Hancock (CV-19) vào ngày 20 tháng 3 khi lực lượng bị máy bay Nhật tấn công; máy bay tự sát đối phương đâm hụt chiếc tàu sân bay và đâm trúng Halsey Powell, khiến nó bị kẹt bánh lái và bốc cháy, nhưng đã cơ động tránh bị va chạm nhờ thay đổi tốc độ vòng quay chân vịt. Các đám cháy xảy ra được dập tắt, và con tàu chịu đựng 9 người thiệt mạng và 30 người khác bị thương. Nó rút lui về Ulithi để sửa chữa vào ngày 25 tháng 3.
Halsey Powell về đến San Pedro, California vào ngày 8 tháng 5 để sửa chữa những hư hại trong chiến đấu; nhưng do chiến cuộc tại Thái Bình Dương lên đến cao điểm, nó lại lên đường đi sang Trân Châu Cảng vào ngày 19 tháng 7. Nó đi đến Eniwetok vào ngày 17 tháng 8, hai ngày sau khi Nhật Bản đầu hàng kết thúc cuộc xung đột, và con tàu đã có mặt trong vịnh Tokyo vào ngày 2 tháng 9, chứng kiến nghi lễ ký kết văn kiện đầu hàng chính thức. Con tàu đã hoạt động hỗ trợ cho lực lượng chiếm đóng cho đến ngày 31 tháng 10, khi nó lên đường quay trở về Puget Sound, Washington. Nó được cho xuất biên chế tại San Diego vào ngày 10 tháng 12 năm 1946, và được đưa về Hạm đội Dự bị Thái Bình Dương.

### Chiến tranh Triều Tiên
Sự kiện Chiến tranh Triều Tiên nổ ra làm nảy sinh nhu cầu phải tăng cường số lượng tàu chiến cho các hạm đội hiện dịch, và do đó Halsey Powell được cho nhập biên chế trở lại vào ngày 27 tháng 4 năm 1951. Sau khi hoàn tất chạy thử máy và huấn luyện, nó khởi hành từ Long Beach vào ngày 23 tháng 7 để đi sang vùng biển Viễn Đông quen thuộc, đi đến Nhật Bản vào ngày 16 tháng 8, và gia nhập Lực lượng Đặc nhiệm 77. Nó làm nhiệm vụ hộ tống bảo vệ và canh phòng máy bay cho các tàu sân bay khi lực lượng này gây sức ép lên các tuyến đường giao thông và các căn cứ dọc bờ biển của lực lượng Cộng sản. Con tàu tiếp tục nhiệm vụ này dọc theo bờ biển phía Đông bán đảo Triều Tiên cho đến tháng 10, khi nó lên đường đi đến vùng biển ngoài khơi Okinawa để huấn luyện. Nó quay trở lại mặt trận vào cuối tháng đó để tham gia đợt bắn phá đập Suwon, Wonsan, Hungnam và các khu vực khác. Con tàu tiếp tục làm nhiệm vụ tuần tra và bảo vệ cho đến khi nó lên đường quay trở về Hoa Kỳ vào ngày 20 tháng 2 năm 1952.
Halsey Powell lên đường cho lượt bố trí thứ hai tại Triều Tiên vào ngày 4 tháng 10 năm 1952. Trong bảy tháng tiếp theo, trong thành phần lực lượng hải quân của Liên Hợp Quốc, nó là nhiệm vụ bắn phá bờ biển và hộ tống bảo vệ, tham gia phong tỏa bờ biển Bắc Triều Tiên. Nó lên đường quay trở về Hoa Kỳ vào ngày 6 tháng 5 năm 1953, và sau những hoạt động huấn luyện ngoài khơi San Diego, một lần nữa nó lên đường đi sang khu vực Tây Thái Bình Dương vào ngày 26 tháng 12 năm 1953. Sau các hoạt động cùng Lực lượng Đặc nhiệm 77 ngoài khơi bờ biển Triều Tiên và trong biển Nhật Bản vào đầu năm 1954, nó được điều động sang Đội đặc nhiệm 77.7 tại Biển Đông như một phần của các hoạt động ngoài khơi Việt Nam.

### 1954-1968

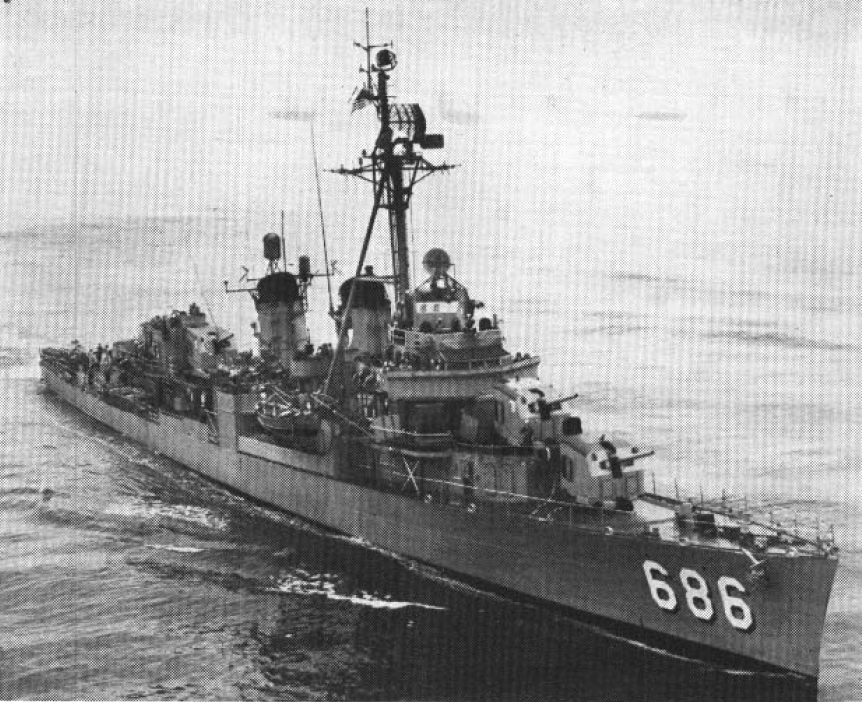
Halsey Powell trên đường đi, khoảng năm 1959.

Trong những năm tiếp theo, Halsey Powell được điều động hàng năm sang khu vực Tây Thái Bình Dương, hoạt động cùng Lực lượng Đặc nhiệm 77 ngoài khơi Triều Tiên, tuần tra eo biển Đài Loan cũng như tham gia các cuộc tập trận chiến thuật cùng các đơn vị khác thuộc Hạm đội Thái Bình Dương. Hình ảnh chiếc tàu khu trục trở nên quen thuộc tại các cảng Viễn Đông. Trong tháng 9 và tháng 10, 1958, nó hỗ trợ các hoạt động của lực lượng Đài Loan trong vụ nả pháo xuống Kim Môn và Mã Tổ, hộ tống các tàu vận tải và canh phòng răn đe lực lượng Trung Quốc leo thang tấn công.
Halsey Powell tiếp tục luân phiên các hoạt động cùng Đệ Thất hạm đội với các nhiệm vụ huấn luyện và tập trận ngoài khơi bờ Tây Hoa Kỳ. Hoạt động này bao gồm các chuyến đi thực tập của học viên sĩ quan Hải quân Dự bị Hoa Kỳ. Từ tháng 5 đến tháng 7, 1962, chiếc tàu khu trục tham gia các cuộc thử nghiệm bom nguyên tử tại Thái Bình Dương. Vào ngày 1 tháng 1, 1965, nó được điều về Hải đội Khu trục Dự bị 27, đặt cảng nhà tại Long Beach, California, và hoạt động như một tàu huấn luyện Hải quân Dự bị cho đến năm 1967. Nó thực hiện các chuyến đi thực tập đến Vancouver, Canada và Mazatlán, México.
Vào ngày 27 tháng 4, 1968, Halsey Powell được chuyển cho Nam Triều Tiên. Tên nó được rút khỏi danh sách Đăng bạ Hải quân vào ngày 2 tháng 6, 1975.

### Phục vụ Hải quân Hàn Quốc
Chiến tàu khu trục hoạt đông cùng Hải quân Hàn Quốc dưới tên gọi ROKS Seoul (DD-912), tên được đặt theo thủ đô Seoul của nước này. Nó được cho ngừng hoạt động và tháo dỡ vào năm 1982.

## Phần thưởng
Halsey Powell được tặng thưởng bảy Ngôi sao Chiến trận do thành tích phục vụ trong Thế Chiến II, và thêm hai Ngôi sao Chiến trận trong Chiến tranh Triều Tiên.